# Peter Tosh
 Der er for få eller ingen kildehenvisninger i denne artikel, hvilket er et problem. Du kan hjælpe ved at angive troværdige kilder til de påstande, som fremføres i artiklen.

Peter Tosh (født Winston Hubert McIntosh 19. oktober 1944, død 11. september 1987) var en jamaicansk reggaemusiker, rasta og social aktivist. 
Tosh voksede op det berygtede slumkvarter, Trenchtown, i Kingstons westend. Han temperament og aggressive adfærd bragte ham mange fjender, hvilket gav ham tilnavnet Stepping Razer. Sammen med Bob Marley og Bunny Wailer begyndte Tosh som ung at spille musik og brød igennem internationalt med gruppen The Wailers i 1973. Efter en stor solokarriere og på tærsken til et internationalt comeback, blev Peter Tosh myrdet i sit hjem i Kingston. Mordet blev beskrevet som et røveri, men flere sætter spørgsmålstegn derved, da intet blev stjålet. I stedet hælder mange til, at der var tale om et planlagt og veludført attentat mod en af Jamaicas største og mest fremherskende reggaemusikere. 

## Med The Wailers
I begyndelsen af 1960'erne mødte Tosh Bob Marley og Bunny Wailer gennem deres fælles musiklærer, Joe Higgs. Higgs opdagede hurtigt deres potentiale og fik dem til at danne bandet The Wailing Wailers. Deres første store hit, blev ska-hittet "Simmer Down" og op gennem 1960 producerede de hit på hit.
Bob Marley introducere i 1967 Tosh for Rastafari, hvilket Tosh hurtigt blev tilhængere af. Kort derefter omdøbte de deres band til The Wailers.
Som bandet udviklede sig skiftede gruppen fra at spillede det temporige ska til det langsomme, vugende reggae med sange som "Soul Rebel", "Duppy Conqueror" og "Small Axe". I 1970 blev bandet udbygget med trommeslageren Carlton Barrett og hans bror, bassisten, Aston "Family Man" Barrett. Samme år skrev The Wailers kontrakt med det internationale Island Records og udgav deres gennembrudsplade "Catch a Fire" i 1973. Gennembruddet blev dog overskygget af, at Tosh kort tid efter kørte galt i sin bil, hvorved hans kæreste blev dræbt. 
I 1974 besluttede Tosh og bunny Wailer at forlade The Wailers i protest mod Island Records præsident Chris Blackwell's dårlige behandling af de to. 

## Solokarriere
Tosh begyndte at indspille musik under hans eget navn og udgav i 1976 "Legalize It". Sangen blev hurtigt en hymne for pro-marihuana bevægelser verden over. Mens Bob Marley sang om Fred, forsoning og kærlighed, kæmpede Tosh mod det korrupte system og talte hellere for retfærdighed end for fred. Hans oprør mod det jamaicanske samfund blev for meget for politiet, der i flere omgange fængslede ham, primært for brug af marihuana. I 1979 blev Tosh militant og udgav hittet "Equal Rights" samtidig med at han gav sin uforbehandle støtte til oprørsgrupper og guerillaer. I de efterfølgende år beholdt Tosh sin militante stil, men gik i 1983 i selvvalgt eksil i Afrika, hvor han blev opslugt af kampen imod Apartheid.

## Døden
I september 1987 stod Tosh på tærsken til et internationalt comeback og han blev tildelt en grammy for bedste reggae-performance for sit hit "No Nuclear War", hvilket han dog ikke nåede at opleve, da han blev brutalt myrdet i sit hjem i Jamaica af tre bevæbnede mænd. En af hans venner tilstod kort efter, at han havde deltaget i mordet, men ville ikke angive de to andre mordere. Peter Toshs død er omgivet af uopklaring og rygter, flere iagttagere mener endvidere, at der er tale om et politisk attentat. 

## Diskografi
- 1976 – Legalize It
- 1977 – Equal Rights
- 1978 – Bush Doctor
- 1979 – Mystic Man
- 1981 – Wanted Dread and Alive
- 1983 – Mama Africa
- 1984 – Captured Live
- 1987 – No Nuclear War